# Ronaldo Miranda
Ronaldo Miranda (født 26 april 1948 i Rio De Janeiro, Brasilien) er en brasiliansk komponist, pianist, lærer og professor.
Miranda studerede komposition og klaver på Federal University School of Music. Han blev senere lærer og professor i komposition på skolen.
Miranda har skrevet en symfoni, orkesterværker, kammermusik, tre operaer, korværker, klaverstykker, solostykker for mange instrumenter etc.

## Udvalgte værker
- Symfoni "2000" (1999) - for orkester
- Symfoniske variationer (1981) - for orkester
- "Nordøstlig suite" (1983) - for blandet kor og orkester
- Klaverkoncert (1983) - for klaver og orkester
- "Horisonter" (1992) - for orkester
- Violinkoncert (2009) - for violin og orkester